# Ișimbai
Ișimbai (ru. Ишимбай) este un oraș din Republica Bașchiria, Federația Rusă, cu o populație de 74.300 (2008) locuitori.
1. ↑   http://ishimbai.com/gorod/investitsionnaya-privlekatelnost, accesat în 18 aprilie 2017 Lipsește sau este vid: |title= (ajutor)